# Glenn Davis (athlétisme)
Pour les articles homonymes, voir Glenn Davis et Davis.
Glenn Ashby Davis (né le 12 septembre 1934 à Wellsburg et mort le 28 janvier 2009 à Barberton) est un athlète américain, spécialiste du 400 mètres haies. Il a amélioré à deux reprises le record du monde de la discipline en 1956 et en 1958, et a remporté trois médailles d'or aux Jeux olympiques (dont une au titre du relais 4 × 400 mètres).

## Biographie

### Débuts
Né en 1934 à Wellsburg en Virginie-Occidentale, neuvième d'une fratrie de dix enfants, Glenn Ashby Davis perd ses parents à l'âge de quinze ans. Lycéen à la Barbeton High School, dans l'Ohio, il se distingue dans les épreuves de sprint et de courses de haies hautes. Surnommé « Jeep », il obtient en 1953 une bourse d'études à l'Université d'État de l'Ohio. Membre de l'équipe locale de football américain, une fracture de la clavicule l'oblige à se consacrer uniquement à l'athlétisme. Sur les conseils de Larry Snyder, entraineur notamment de Jesse Owens dans les années 1930, il se spécialise dans l'épreuve du 400 m haies (440 yards haies) et se hisse très rapidement au plus haut niveau national.

### Records du monde et titre olympique
Deux mois seulement après ses débuts sur la distance, il remporte en juin 1956 son premier titre de champion de l'Amateur Athletic Union en 50 s 9. Puis, le 29 juin 1956, à l'occasion des sélections olympiques américaines de Los Angeles, Davis remporte l'épreuve devant Eddie Southern. Il établit par la même occasion un nouveau record du monde du 400 m haies en 49 s 5, améliorant de neuf dixièmes de seconde la meilleure marque mondiale détenue depuis 1953 par le Soviétique Yuriy Lituyev, et devenant officiellement le premier athlète à descendre sous les 50 secondes au 400 m haies. En fin d'année 1956, il participe aux Jeux olympiques de Melbourne dans lesquels il fait figure de favoris du 400 m haies. En finale, le 24 novembre, Glenn Davis est devancé par Eddie Southern lors des deux premiers tiers de la course. il parvient à combler son retard et dépasse son compatriote à la huitième haie, pour finalement s'imposer facilement en 50 s 1, devant Southern (50 s 8) et le troisième Américain Joshua Culbreath (51 s 6).
Glenn Davis conserve son titre national de l'AAU en 1957 et 1958 et remporte son unique trophée NCAA en 1958 sur 440 yards haies. Il effectue lors de l'été 1958 une tournée en Europe et réalise des performances proches de son record mondial sur 400 m haies, mais également sur des épreuves de sprint telles le 100 m, le 200 m et le 400 m. Le 6 août 1958 à Budapest, l'Américain porte le record du monde du 400 m haies à 49 s 2 en utilisant un rythme de quinze foulées entre les haies de bout en bout de la course, et malgré avoir été déséquilibré au franchissement du dixième et dernier obstacle. Ce record ne sera égalé qu'en 1962 par l'Italien Salvatore Morale, et battu en 1964 par l'Américain Rex Cawley.

### Jeux olympiques de 1960
Vainqueur des sélections olympiques de 1960 à Stanford, Glenn Davis devient le premier athlète à remporter deux titres olympiques du 400 m haies. À Rome, lors des Jeux olympiques de 1960, il éprouve plus de difficultés que lors de son sacre de 1956. Devancé lors de la quasi-totalité de la course, il parvient à faire la différence lors des derniers mètres en s'imposant en 49 s 3, nouveau record olympique, devant les deux autres américains Clifton Cushman (49 s 6) et Richard Howard (49 s 7). Aligné par ailleurs dans l'épreuve du relais 4 × 400 mètres, Davis décroche en fin de compétition son troisième titre olympique. L'équipe américaine, composée également de Jack Yerman, Earl Young et Otis Davis, établit un nouveau record du monde de la discipline en 3 min 02 s 2, devançant finalement l'équipe unifiée d'Allemagne et les Indes occidentales.
Il met un terme à sa carrière d'athlète à l'issue de la saison 1960 et signe un contrat avec l'équipe de football américain des Lions de Détroit dans laquelle il évolue durant deux saisons au poste de wide receiver. Il devient par la suite entraineur de l'équipe d'athlétisme de l'Université Cornell de 1963 à 1967.
Il est élu au Temple de la renommée de l'athlétisme des États-Unis à sa création en 1974.
Il meurt le 28 janvier 2009 à Barberton dans l'Ohio des suites d'une maladie pulmonaire
En 2014, il est intronisé au Temple de la renommée de l'IAAF.

## Palmarès

### International
| Date | Compétition     | Lieu      | Résultat | Épreuve     |
| ---- | --------------- | --------- | -------- | ----------- |
| 1956 | Jeux olympiques | Melbourne | 1er      | 400 m haies |
| 1960 | Jeux olympiques | Rome      | 1er      | 400 m haies |
| 1960 | Jeux olympiques | Rome      | 1er      | 4 × 400 m   |

### National
- Championnats des États-Unis d'athlétisme :
  - 400 m haies : vainqueur en 1956, 1957, 1958 et 1960[9]
- Championnats NCAA : 
  - 400 yards haies : vainqueur en 1958[10]

### Distinctions
- Élu au Temple de la renommée de l'athlétisme des États-Unis en 1974.
- Lauréat du James E. Sullivan Award en 1958.

## Records

### Records personnels
| Épreuve     | Performance | Lieu        | Date     |
| ----------- | ----------- | ----------- | -------- |
| 400 m haies | 49 s 2      | 6 août 1958 | Budapest |

### Records du monde
- Record du monde du 400 m haies en 49 s 5 le 29 juin 1956 à Los Angeles (amélioration du record de Yuri Lituyev)
- Record du monde du 400 m haies en 49 s 2 le 6 août 1958 à Budapest (amélioration de son précédent record, sera battu par Rex Cawley le 13 septembre 1964 à Los Angeles)
- Record du monde du relais 4 × 400 m avec les États-Unis (Jack Yerman, Earl Young et Otis Davis) en 3 min 02 s 2 le 8 août 1960 à Rome
- Records du monde du 200 m haies (22 s 50), du 400 yards haies (49 s 90) et du 440 yards (45 s 70)